# Augustin Pajou
Augustin Pajou (Parigi, 19 settembre 1730 – Parigi, 8 maggio 1809) è stato uno scultore francese.

## Biografia
Figlio di uno scultore, Augustin Pajou crebbe a Parigi, nel Faubourg Saint-Antoine. Educato dallo scultore Jean-Baptiste Lemoyne (1704-1778), viene insignito del Premio di Roma nel 1748.
Il re Luigi XV finanziò i suoi studi all'accademia di Francia a Roma.
Nel 1761 egli sposò Angélique Roumier, figlia dello scultore Claude Roumier. La coppia ebbe due figli: Flore Catherine Pajou, che si sposò con lo scultore Clodion, e Jacques Augustin Catherine Pajou (1766-1828) che fu un pittore di storia e un ritrattista.

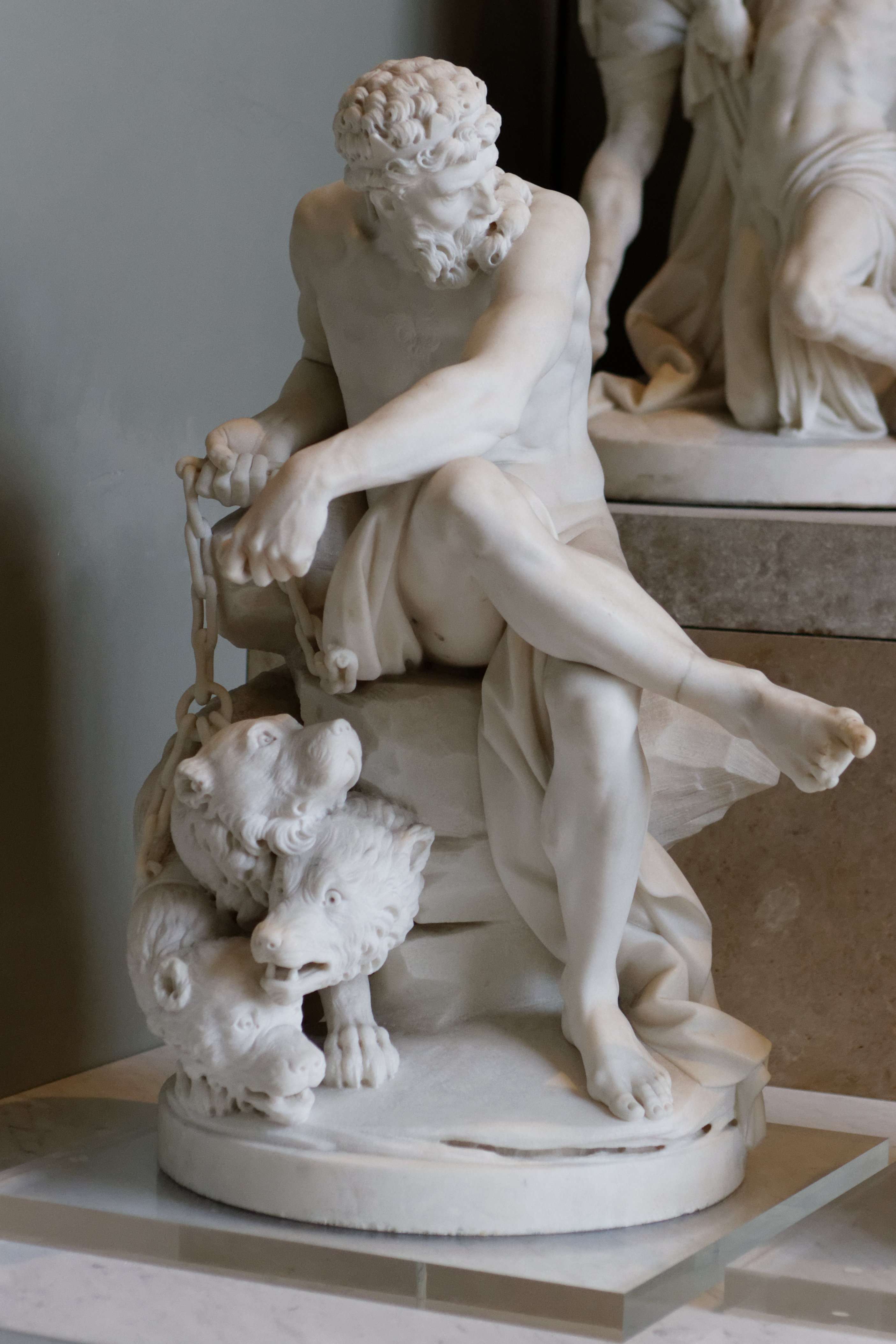
Plutone che tiene Cerbero incatenato (1760), marmo, Parigi, museo del Louvre

Egli poté entrare all'accademia reale di Parigi nel 1760 grazie alla sua opera marmorea Plutone che tiene Cerbero incatenato (Parigi, museo del Louvre). Nominato professore dell'Accademia reale di pittura e di scultura di Parigi il 7 dicembre 1760, viene promosso rettore il 6 dicembre 1766 succedendo a Jean-Marc Nattier.
Come il suo amico Charles de Wailly, del quale decorò la casa della rue de la Pépinière (oggi numero 49, rue La Boétie), venne protetto dal marchese di Voyer, Marc-René de Voyer de Paulmy d'Argenson. Pertanto egli lavorò tra il 1768 e il 1769 al rilievo della stalla-fienile del castello di Les Ormes raffigurando Cibele che riceve tutti i prodotti della Terra, trasportato da Parigi tramite un trasporto fluviale. Pajou prese parte nello stesso periodo alla decorazione dell'hôtel del marchese, detto hôtel d'Argenson o Chancellerie d'Orléans. Seguendo i consigli del grande anticomane Julien-David Le Roy, promotore del gusto alla greca, egli realizzò le superbe cariatidi bronzee e auree della sala da pranzo dell'hôtel. Infine, Pajou lavorò al terzo grande cantiere del marchese di Voyer e del suo amico De Wailly: la decorazione del corpo centrale del castello di Les Ormes tra il 1768 e il 1773 circa, data dell'ultimo contratto con il marchese di cui si abbia conoscenza.
Fu un membro della loggia massonica istituita dalla vedova di Helvétius, come De Wailly e Voyer. Nel 1803, Pajou venne nominato cavaliere della Legione d'onore tramite un decreto del 18 dicembre. È sepolto nel cimitero di Fontenay-aux-Roses. Nel 1896, la città di Parigi gli dedicò la rue Pajou.

## Opere nelle collezioni pubbliche

### Francia
- Amiens, museo di Piccardia:
  - Faune, statua in marmo;
  - Silène, statua in marmo.[5]

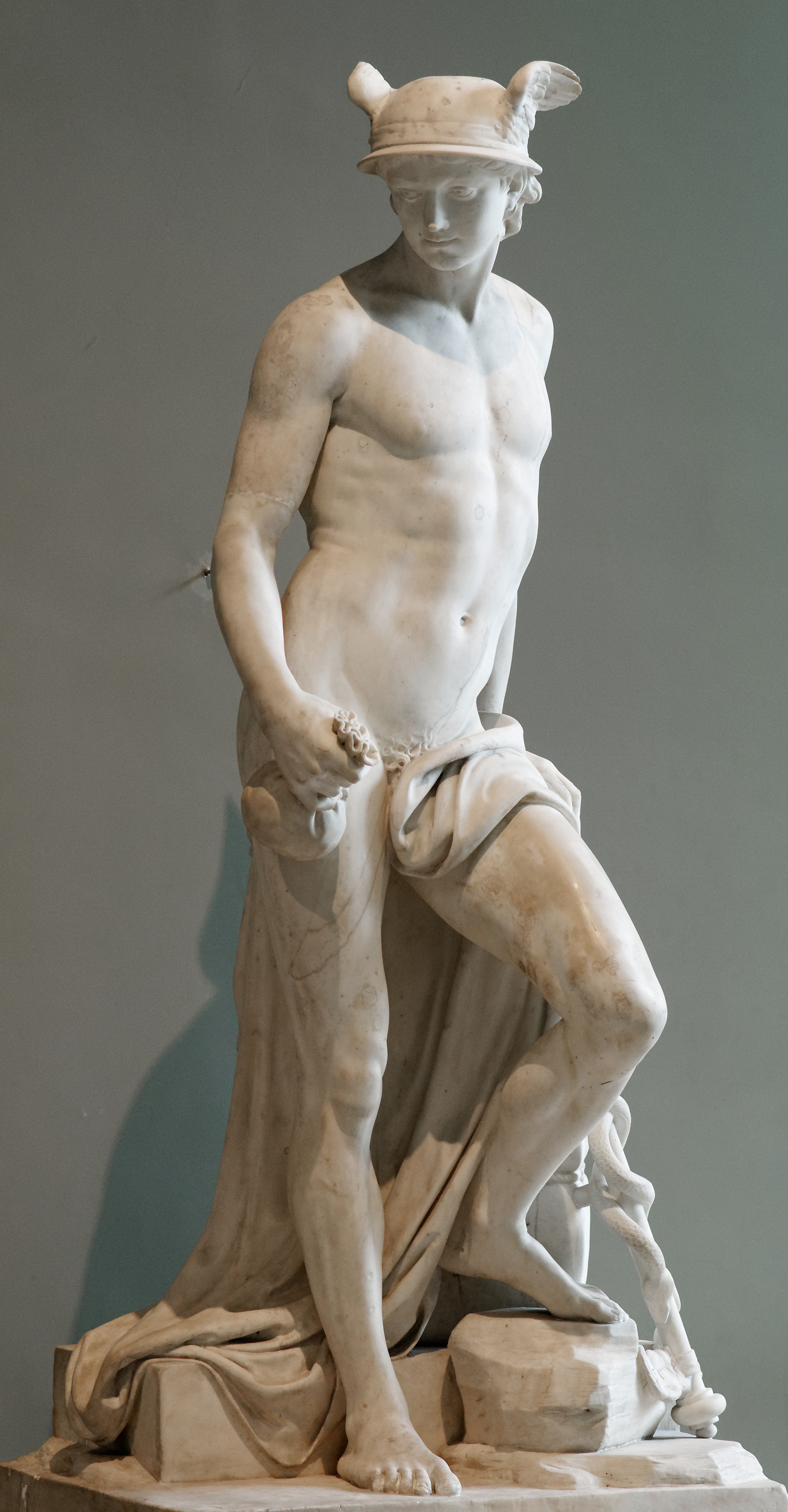
Mercurio (1780), marmo, Parigi, museo del Louvre

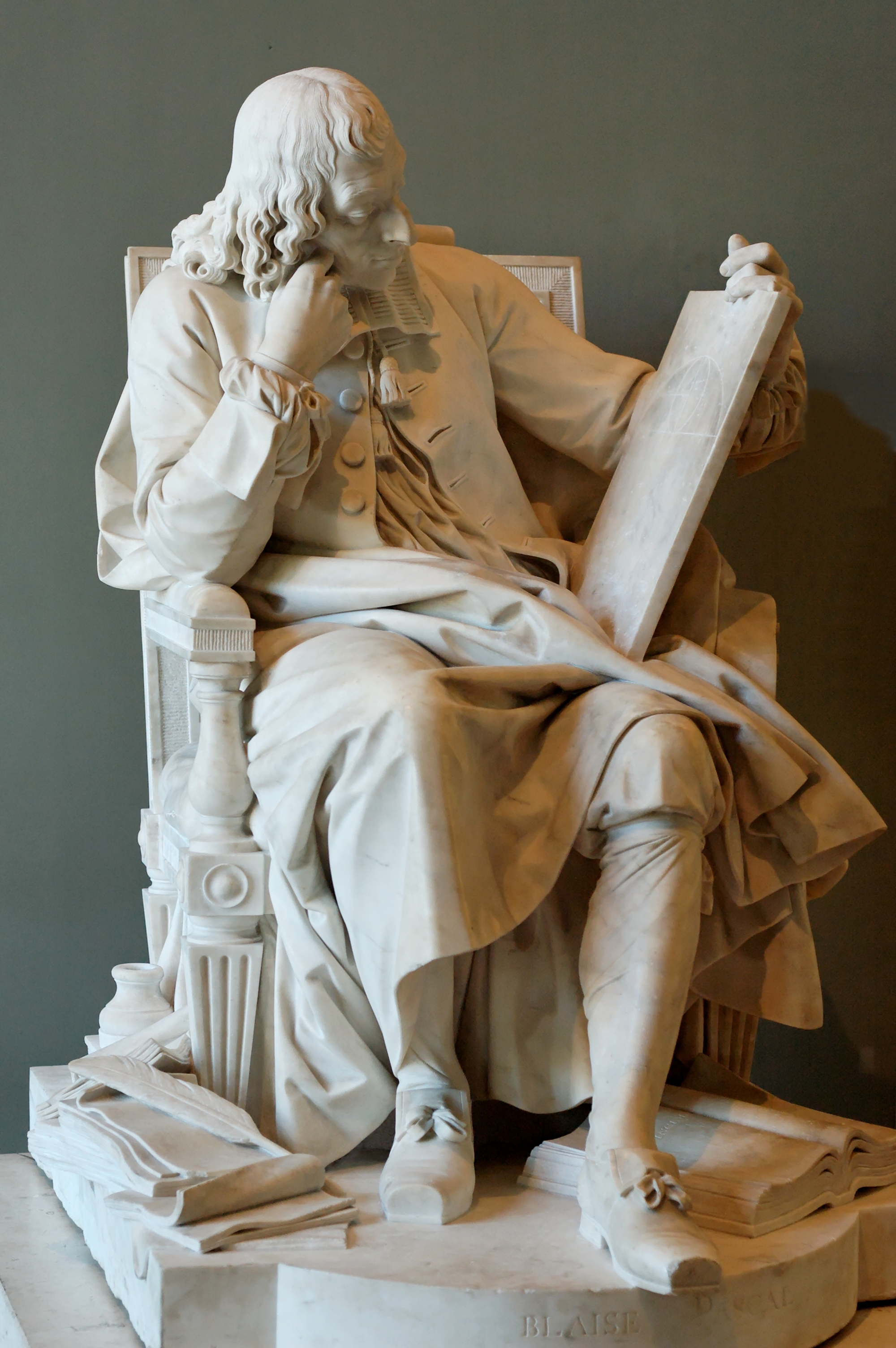
Blaise Pascal (1785), marmo, Parigi, museo del Louvre

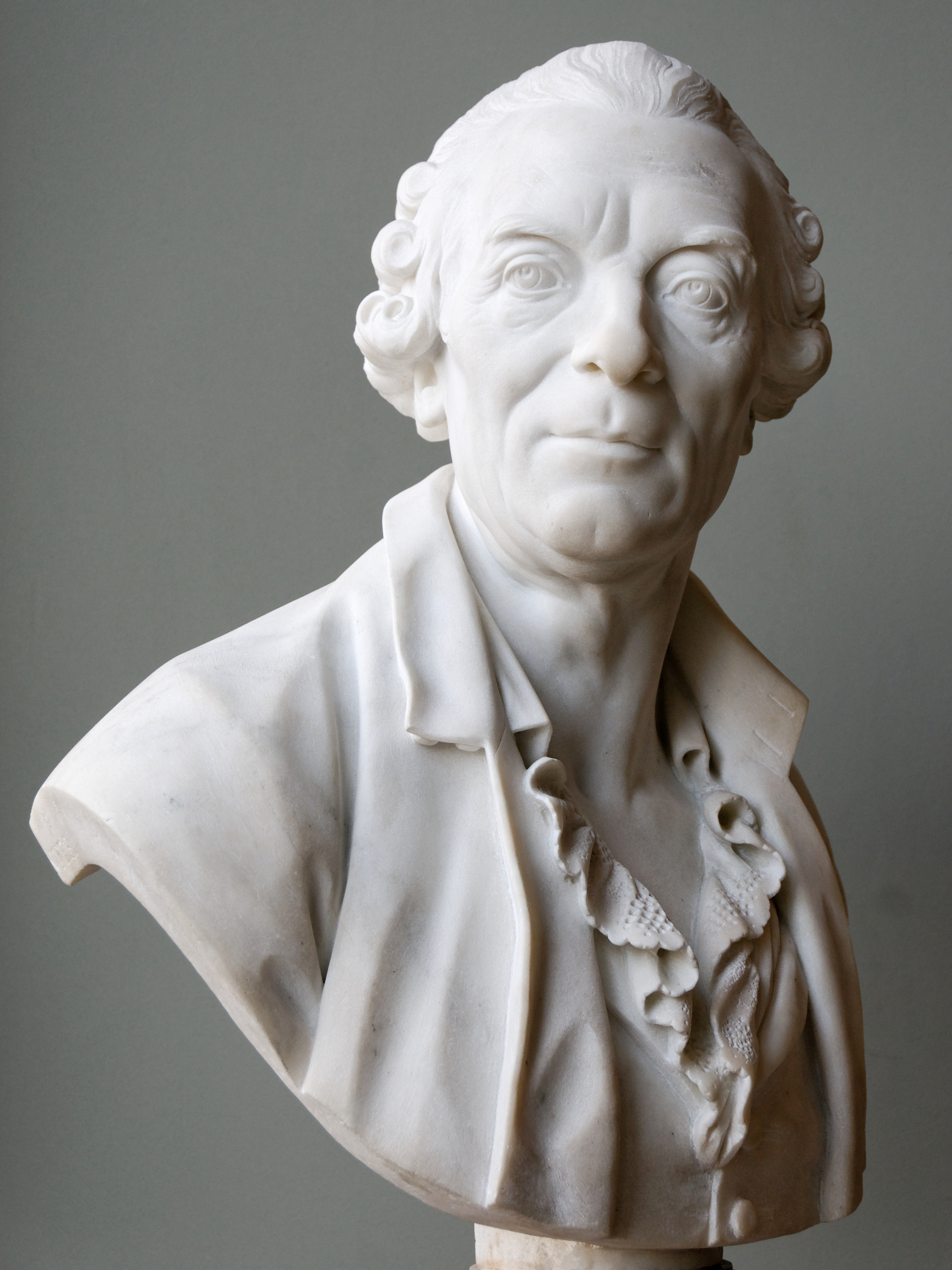
Buffon (1773), marmo, Parigi, museo del Louvre

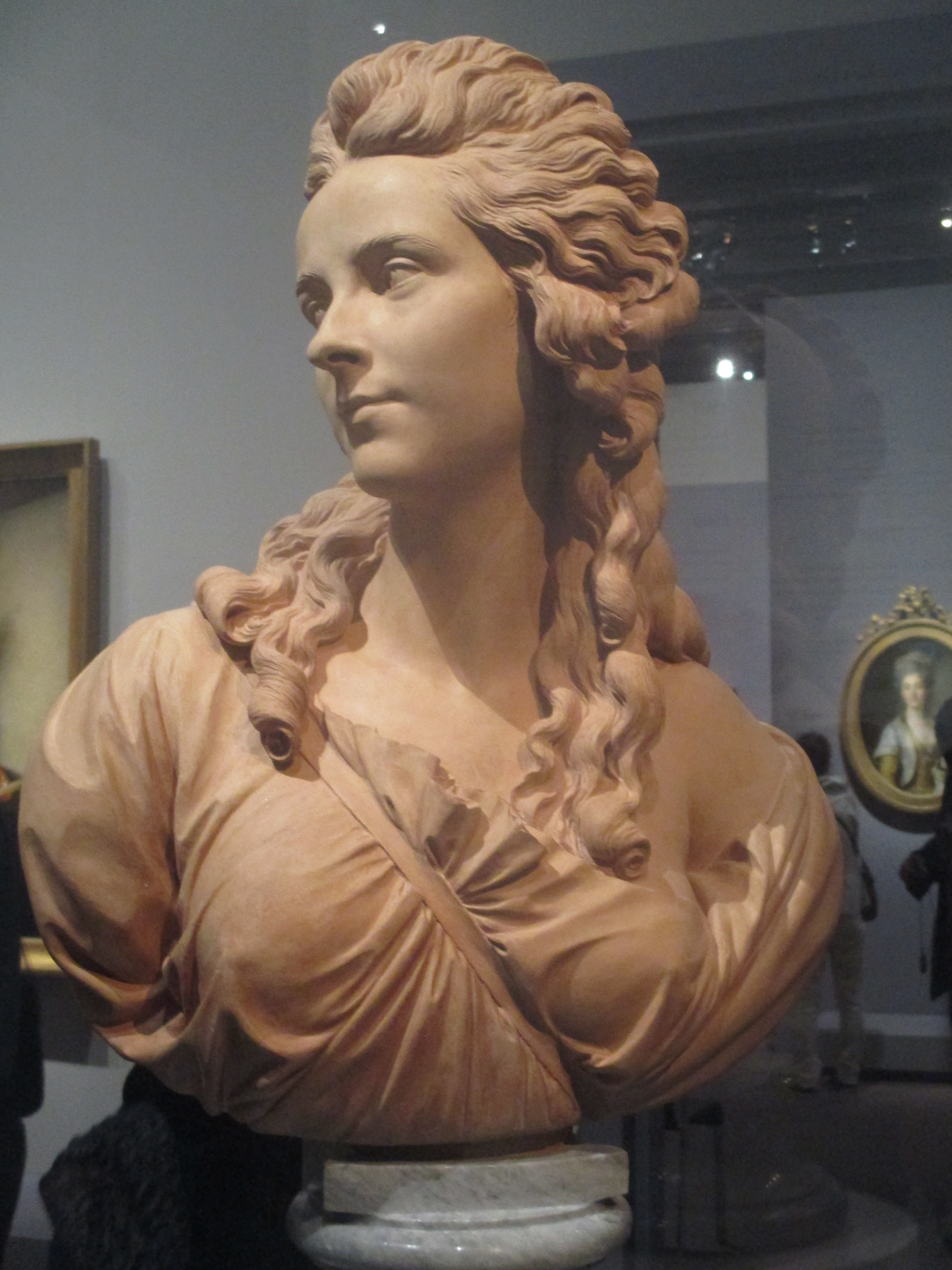
Madame Vigée Le Brun (1785), terracotta, Parigi, museo del Louvre

- Beaune, Hospices de Beaune: Gaspard de Clermont-Tonnerre, 1767, busto in marmo.
- Montpellier, museo Fabre:
  - La Marine: Colbert et Duquesnes, 1786, terracotta.
  - Ritratto di uno sconosciuto, 1791, busto in terracotta.
  - Ritratto di madame Jean Allut, vers 1792-1794, busto in terracotta.
  - Ritratto di Jean-Baptiste Riban, 1793, busto in terracotta.
  - Ritratto di Beauvais de Préau, 1793, busto in gesso.
  - Ritratto di Paul-François dit Paulin des Hours, 1794, busto in terracotta.
  - Ritratto di una ragazza sconosciuta, 1794, busto in terracotta.
- Orléans, museo delle belle arti: Sainta Cecilia, 1775 circa, pietra nera e sanguigna su carta, 31,4 x 18,4 cm.[6]
- Les Ormes, castello di Les Ormes: Cybèle recevant l'offrande de toutes les productions de la Terre, 1768-1769, relief du fronton de la grange-écurie.
- Parigi:
  - Beaux-Arts de Paris:
    - La Leçon d'anatomie, pietra nera, penna, inchiostro marrone, lavis marrone e sfumino, altezza 0,409; larghezza 0,581 m. Datato al 1764, Pajou adotta per questo disegno una composizione quasi frontale con un gusto antichizzante e teatrale che illustra perfettamente il suo gusto per il rinnovo stilistico del movimento neoclassico;[7]
    - Trépied antique, pietra nera, altezza 0,272; larghezza 0,204 m;
    - Buste d'Antinoüs, pietra nera, altezza. 0,272; larghezza 0,210 m. Questo studio coscienzioso mostra un'arte antica ideale come la consideravano Pajou e i suoi contemporanei;
    - Fragment d'un atlante canéphore, pietra nera, penna, inchiostro marrone e lavis marrone, altezza 0,286; larghezza 0,200 m. Questo disegno si distingue dagli studi disegnati dai suoi colleghi proponendo un punto di vista particolare e che suggerisce la ripresa dei motivi sul posto durante una scoperta archeologica;
    - Heaume étrusque, pietra nera, penna, inchiostro marrone e lavis brun, altezza 0,278; larghezza 0,237 m. Realizzato durante il suo soggiorno a Napoli nel 1775, questo elmo venne ritrovato durante lo scavo di Ercolano.[8]

  - Biblioteca Mazzarino: Buffon (attribuito), busto in terracotta.
  - Comédie-Française: Carlin Bertinazzi, 1763, busto.
  - fontana degli Innocenti: una parte della statuaria.
  - musée de la Cranc-Maçonnerie: Voltaire, busto.
  - museo del Louvre:
    - Plutone che tiene Cerbero incatenato, 1760, gruppo in marmo[2]
    - Mercurio o Le Commerce, 1780, statua in marmo[9]
    - Psiche abbandonata, 1790, statua in marmo[10]
    - Ariane abandonnée, 1796, statuetta in terracotta[11]
    - Fleuve, 1762, statuetta in terracotta[12]
    - Anacréon arrachant une plume aux ailes de l'Amour, vers 1750, gruppo in terracotta[13]
    - Bacchante au tambour de basque avec deux enfants (1774), gruppo in pietra[14]
    - Cerere, statuetta in marmo[15]
    - Diogène cherchant l'homme, 1781, bassorilievo in terracotta[16]
    - La Terre o Le Triomphe de Cybèle, 1765-1770, bassorilievo in gesso dipinto. Proveniente dal salotto dell''hôtel di Voyer d'Argenson
    - L'Air o Borée enlevant Orythie, 1765-1770, bassorilievo in gesso dipinto. Proveniente dal salotto dell'hôtel di Voyer d'Argenson
    - Le Feu o Pluton enlevant Proserpine, 1765-1770, bassorilievo in gesso dipinto. Proveniente dal salotto dell'hôtel di Voyer d'Argenson
    - L'Eau o Neptune protégeant Amymone, 1765-1770, bassorilievo in gesso dipinto. Proveniente dal salotto dell'hôtel di Voyer d'Argenson
    - Blaise Pascal, 1785, statua in marmo, della serie Les grands hommes de la France.[17] Modello in gesso esposto al Salone del 1781
    - Buffon (1707-1788), 1788 circa, statuetta in terracotta
    - Ritratto di Madame du Barry, 1773, busto in marmo[18]
    - Allégorie à la reine Marie Leszczynska, prima del 1771, gruppo in marmo[19]
    - Ritratto di Élisabeth Vigée-Lebrun, 1783, busto, terracotta[20]
    - Ritratto di Natalie de Laborde, 1789, busto in terracotta[21]
    - Ritratto di Jean-Baptiste II Lemoyne, après 1778, busto in bronzo[22]
    - Ritratto di Pierre-François Basan, 1768, busto in terracotta[23]
    - Bossuet, 1779, statuetta in terracotta[24]
    - Progetto per un monumento funebre, bassorilievo in terracotta[25]
    - Progetto per un monumento funebre, 1785, bassorilievo in terracotta[26]

  - Palais-Royal, frontone della facciata: Femmes et enfants avec un écusson à couronne ducale, 1765.
- Valence, museo d'arte e d'archeologia: Ritratto di Hubert Robert, 1787, busto in terracotta.
- Versailles, reggia di Versailles: decorazione del teatro dell'opera.

### Regno Unito
- Londra, Victoria and Albert Museum: Tête d'un vieil homme barbu, 1761, busto in terracotta.[27]

### Russia
- San Pietroburgo, museo dell'Ermitage: La Princesse de Hesse-Homburg, bassorilievo.

### Stati Uniti d'America
- Boston, museo di belle arti:
  - Ritratto di donna, 1774, busto;
  - Madame Sedaine, 1781, busto.
- Los Angeles, museo J. Paul Getty:
  - Têtes d'expression, 1769-1770, due busti in terracotta;
  - Minerva, 1775-1785 circa, gruppo in marmo;[28]
  - Bellona, statua a grandezza semi-naturale in marmo.
- New York, museo Metropolitano:
  - Madame de Wailly, busto;
  - Pierre-François Basan, busto.
- Washington, National Gallery of Art: Calliope, 1763 circa.